# Pleione formosana
Pleione formosana is een terrestrische (in de aarde groeiende) orchidee met eivormige, circa 3 cm grote pseudobulben (schijnknollen). In de pseudobulben zit reservevoedsel opgeslagen, dat wordt aangesproken als na de rustperiode de hergroei begint. Elke pseudobulb draagt een tot 30 cm lang, ellipsvormige blad. In het najaar wordt het blad geel  en valt het af. Elk jaar worden er nieuwe pseudobulben gevormd en sterven de oude af.
De plant bloeit van februari tot mei. De 10-12 cm lange bloemstengel komt tevoorschijn aan de voet van de pseudobulb, meestal nog voordat het blad op de nieuwe pseudobulb tot ontwikkeling is gekomen. De alleenstaande  bloemen hebben een doorsnede van 6-10 cm. De kroonbladen en kelkbladen zijn lang en smal en ongeveer gelijk van grootte en kleur. Ze zijn meestal roze gekleurd. Ook bestaat er een vorm met witte bloembladeren. De lip is opgerold tot een trompetvormige, aan het uiteinde gefranjerde koker, die lijkt op de bijkroon van narcissen. Van binnen is de lip meestal wit of geelachtig met roze en okerkleurige vlekken.
Pleione formosana komt van nature voor in  Taiwan en in de Oost-Chinese provincies Foetjien, Sjansi, Guangdong. Daar zijn koele, vochtige zomers, die worden gevolgd door droge winters.
De soort is niet winterhard en kan in België en Nederland het beste in de koude kas overwinteren. De plant kan niet goed tegen de vochtige winters hier. Tijdens de rustperiode, die zich aandient als het blad geel wordt en afvalt, moet de aarde droog worden gehouden. Zodra in februari of maart de bloemknoppen tevoorschijn komen, kan weer water worden gegeven. Vanaf half mei kan de plant wel in de tuin worden gezet.